# Windows 8.1
Windows 8.1 — оновлення операційної системи Windows 8, що вийшло 17 жовтня 2013 року (попередньо анонсована дата — 18 жовтня). Серверною версією є Windows Server 2012 R2. Фінальна версія системи (RTM) вийшла 21 серпня 2013 року і була доступна тільки для виробників обладнання (OEM).
За словами віцепрезидента Microsoft Френка Шоу, Windows 8.1 (Windows Blue) є оновленням для Windows 8, підготовлюються компанією Microsoft в рамках проєкту з випуску оновлень під загальною внутрішньою назвою «Blue».
Основну підтримку всіх видань Windows 8.1 крім Windows Embedded 8.1 Industry було припинено 9 січня 2018 року і розширену підтримку було припинено 10 січня 2023 року. Основну підтримку Windows Embedded 8.1 Industry було припинено 9 січня 2018 року і розширену підтримку було припинено 11 липня 2023 року. Основну підтримку серверної версії, Windows Server 2012 R2 було припинено 9 жовтня 2018 року, розширена підтримка діє до 10 жовтня 2023 року і платна підтримка діє до 13 жовтня 2026 року.

## Перші чутки та зливи
Чутки про Windows Codename Blue з'явилися відразу ж після появи Windows 8.
24 березня 2013 в мережу витекла перша збірка Windows Blue 9364. Згодом було відмічено, що Microsoft блокує облікові записи, які використовувалися при установці цієї збірки.
Пізніше в мережі з'являлися збірки Windows Blue 9374, 9471, 9477, 9483.
29 серпня 2013 в мережі з'явилися російські образи Windows 8.1 RTM редакції Core/Pro від WZT. Також в цей день були злиті англійські RTM образи редакції Enterprise.
30 серпня 2013 в мережу витекли російські образи Windows Server 2012 R2 RTM.
7 лютого 2014 в мережу витекло оновлення Windows 8.1 2014 Update (Update 1).
6 березня 2014 в мережу утік остаточний RTM-варіант оновлення Windows 8.1 2014 Update (update 1).

## Назва
26 березня 2013 року в Microsoft офіційно підтвердили, що працюють над оновленням під кодовим ім'ям Windows Blue. 14 травня це оновлення отримало офіційну назву Windows 8.1. За відомостями The Verge, в Microsoft немає такої версії Microsoft Windows під назвою Windows 9, і наступною версією Windows буде саме Windows 8.1 як оновлення для Windows 8, а загалом — Windows 10.

## Зміни в порівнянні з Windows 8

### Програми
- Internet Explorer оновлений до версії 11. У новій версії очікується підтримка протоколів WebGL, SPDY і поліпшення об'єктної моделі JavaScript і можливість синхронізації вкладок.
- Windows PowerShell v4.0: Нова версія дозволить керувати початковим екраном, Захисником Windows, компонентами Windows, апаратними і мережевими компонентами системи.
- Додані Modern-програми: «Будильник», «Калькулятор», «Запис звуку», відеоредактор «Моменти з фільмів» (використовується для виконання найпростіших операцій з відео) і файловий менеджер. Також розробляються нові версії деяких програм для Windows 8.1. Додана можливість автоматичного оновлення Modern-програм. У програмі «Параметри ПК» було додано безліч опцій і команд, доступних раніше тільки через Панель управління робочого столу.
- Також значно були покращені й можливості синхронізації налаштувань та інших даних користувача шляхом глибшої інтеграції служби синхронізації з сервісом SkyDrive, який буде мати можливість офлайн роботи з файлами.
- Skype одразу інтегрований в систему.

Паралельно з роботою над Windows 8.1 ведеться розробка пакету Microsoft Office Gemini, нової версії пакету Microsoft Office, переробленої для використання в середовищі Modern UI й глибше інтегрованої з хмарними службами.

### Покращення інтерфейсу
- В панелі «диво-кнопок» (Charms) з'явилися деякі додаткові можливості, зокрема посилання скриншоту програми та програвання даного контенту на інших пристроях. Функція пошуку також значно поліпшена і перероблена шляхом інтеграції з пошуковим сервісом Bing.
- Функція «Закріплення програм» отримала підтримку декількох застосунків одночасно на екранах з великою роздільною здатністю (наприклад, на екрані з роздільністю 1920x1080 можна розмістити три застосунки). Мінімальна роздільна здатність для функціонування Snap View — 1024x768 точок.
- У Windows 8.1 з'явиться новий режим завантаження. У цьому режимі відразу ж після входу в систему буде відкриватися робочий стіл, як це було в попередніх ОС до Windows 8. Також у Windows 8.1 знову з'явилася кнопка «Пуск», яка буде запускати Modern-інтерфейс.
- У Windows 8.1 з'явився новий, простіший спосіб вимкнути комп'ютер.
- Багатьма істотне збільшення можливостей Modern-інтерфейсу розглядається як черговий крок у ліквідації традиційного робочого столу.

### Покращення Modern-інтерфейсу
Покращення екрану «Пуск» :
- Додаткові розміри для «плиток»: дуже великий і дуже маленький.
- Переміщення плиток один щодо одного доступно тільки в спеціальному режимі, що знижує ймовірність їх випадкового перемішування
- Додаткові жести, у тому числі відкриття сторінки «Всі застосунки» зрушенням екрана вниз
- Розширені можливості персоналізації, доступні через пункт «Персоналізація» налаштувань екрану «Пуск»
- Екран блокування отримав можливість зміни зображень через певний проміжок часу (зображення можуть бути використані як з локальних джерел, так і з хмари SkyDrive).

### Інші покращення
Версія ядра NT 6.3 (в Windows 8 використовувалося ядро NT 6.2).
З'явилася підтримка нової файлової системи ReFS.
У Windows 8.1 з'явиться поліпшення в області енергоспоживання: значне продовження часу роботи на машинах з новими процесорами Intel Haswell.
Додається підтримка DirectX 11.2, 3D принтерів, біометричних пристроїв.
Додано кілька шпалер з ефектом паралаксу для стартового екрана.

## Випуск та подальші оновлення
Фінальна версія вийшла 17 жовтня 2013 і поширюється безкоштовно для всіх користувачів ліцензії копії Windows 8, а також доступний для завантаження в магазині застосунків Windows Store. Крім того, оновлена операційна система буде реалізовуватися на полицях магазинів і на пристроях у вигляді попередньо встановленої операційної системи.
Крім того, Microsoft планує зробити свою операційну систему доступною і для невеликих планшетних комп'ютерів.

### Windows 8.1 Update 1
У квітні 2014 року компанія Microsoft випустила Windows 8.1 Update 1, яке є першим істотним оновленням операційної системи Windows 8.1. Оновлення Windows 8.1 Update 1 принесло покращену взаємодію між новим інтерфейсом і класичним настільним оточенням. Так, в панелі завдань настільного інтерфейсу можна розмістити додатки Metro. .

### Windows 8.1 Update 2
Корпорація Microsoft офіційно скасувала випуск глобального оновлення Update 2 для своєї операційної системи Windows 8.1. Глобальний пакет оновлень Windows 8.1 Update 2 повинен був вийти 12 серпня 2014 р. і принести в «вісімці» дуже багато покращень, зокрема, довгоочікуване повнофункціональне меню «Пуск». Відмовившись від випуску Windows 8.1 Update 2, компанія підтвердила, що всі обіцяні зміни будуть повною мірою реалізовані в Windows 10.